# Berlino, Parigi, Londra
Berlino, Parigi, Londra è il sesto album dei Matia Bazar, pubblicato su vinile dalla Ariston Records (catalogo AR LP 12392) nel 1982, anticipato dal singolo Fantasia/Io ti voglio adesso (1982).

## Descrizione
Primo dei due album con Mauro Sabbione, che subentra alle tastiere all'uscente Piero Cassano (ancora presente come autore delle musiche de Io ti voglio adesso, Che canzone è e Stella polare) e che segna l'inizio del periodo 'elettronico' del gruppo.
Nel 1991 è stato ristampato su CD e rimasterizzato dalla Virgin Dischi (catalogo 777 7 88111 2).

## I brani
- Lili Marleen
Cover, cantata in tedesco, del celebre brano Canzone di una giovane sentinella del 1939.

 Video musicale ufficiale, su YouTube. URL consultato il 30 gennaio 2014.
Le canzoni Fantasia e Lili Marleen sono state inserite nell'LP compilation Megadisco (catalogo Ariston ARX 16022). L'album contiene 3 brani per lato: quelli dei Matia Bazar sono i primi due del lato A, i restanti 4 sono ciascuno di un artista diverso.
- Passa la voglia
Cover di Look at the Rain Fall, brano scritto e musicato da Nick Laird-Clowes, con testo in italiano di Salvatore Stellita.
- Fantasia
Una versione cantata da Laura Valente è presente nell'album Radiomatia del 1995.

### Il treno blu
Lato A del singolo promozionale pubblicato nel 1983 solo in Giappone dall'etichetta SEVEN SEAS  (catalogo K07S 7044) e inserito, insieme al suo lato B Il video sono io e a Vacanze romane, soltanto nella versione giapponese dell'album Berlino, Parigi, Londra (SEVEN SEAS K28P 422), pubblicata nel 1983, escludendo i due pezzi strumentali e Stella polare dell'edizione originale.
Fa parte della colonna sonora, mai pubblicata, del film italiano Magic Moments del 1984.
È apparso per la prima volta in CD nella raccolta per il solo Giappone Matia Bazar - Best Hits del 1990 (King Records Japan) e sul mercato europeo nel doppio CD del 2011 Fantasia - Best & Rarities.

## Tracce
Lato A
1. Lili Marleen – 3:10 (testo: Hans Leip – musica: Norbert Schultze)
2. Io ti voglio adesso – 5:02 (testo: Aldo Stellita – musica: Piero Cassano)
3. Passa la voglia (Look at the Rain Fall) – 4:12 (testo: Aldo Stellita – musica: Nicholas William Laird-Clowes)
4. Che canzone è – 4:15 (testo: Aldo Stellita – musica: Piero Cassano)
5. Fortuna – 4:35 (testo: Giancarlo Golzi, Aldo Stellita – musica: Carlo Marrale, Antonella Ruggiero)

Lato B
1. Fantasia – 4:19 (testo: Giancarlo Golzi, Aldo Stellita – musica: Carlo Marrale, Antonella Ruggiero)
2. Stella polare – 4:15 (testo: Aldo Stellita – musica: Piero Cassano)
3. Zeta (strumentale) – 1:45 (musica: Mauro Sabbione)
4. Fuori orario – 4:48 (testo: Giancarlo Golzi, Aldo Stellita – musica: Carlo Marrale, Antonella Ruggiero)
5. Astra (strumentale) – 6:10 (musica: Mauro Sabbione, Carlo Marrale, Antonella Ruggiero)

## Formazione
- Antonella Ruggiero - voce, percussioni
- Mauro Sabbione - tastiere
- Carlo Marrale - chitarre, voce
- Aldo Stellita - basso
- Giancarlo Golzi - batteria